# Ebaeides exigua
Ebaeides exigua là một loài bọ cánh cứng trong họ Cerambycidae.